# Patrick Manogue
Patrick Manogue (Desart, 15 maart 1831 – Sacramento, 27 februari 1895) was een Iers-Amerikaans rooms-katholiek geestelijke en bisschop.

## Levensloop
Manogue werd geboren in Desart in Kilkenny (Ierland). Hij verloor op jonge leeftijd zijn beide ouders. De zeven kinderen werden onderhouden door de oudste zoon Michael die geëmigreerd was naar Connecticut. In 1848 emigreerde Patrick op zijn beurt naar de Verenigde Staten. Hij vond er werk en begon in 1851 een universitaire opleiding aan St. Mary of the Lake College in Illinois als voorbereiding op het priesterschap. Deze opleiding moest hij afbreken in 1853 om zijn resterende broers en zussen te laten overkomen uit Ierland. Manogue verhuisde met zijn familie naar Moore's Flat bij Nevada City in Californië om er goud te zoeken. Overdag werkte hij met een van zijn broers in de goudmijnen en 's avonds deed hij aan zelfstudie uit de lesboeken die hij had meegebracht. Na vier jaar werken had hij genoeg geld verdiend om naar Europa te reizen en priesterstudies aan te vangen aan het prestigieuze seminarie van Saint-Sulpice in Parijs. In 1861 werd hij in Parijs tot priester gewijd en hij keerde terug naar de Verenigde Staten. Hij werd aangesteld als parochiepriester in Virginia City (Nevada), een mijnstad waar eerst goud en daarna zilver werd gedolven. Zijn parochie strekte zich uit over honderden kilometers en telde veel mijnwerkerskampen. Uit zijn dagen als goudzoeker had Manogue een vriendschap overgehouden met John Mackay, die een zilvermijn had ontdekt en erg rijk was geworden. Mackay financierde in Virginia City de bouw van een katholiek ziekenhuis en een parochieschool. Manogue liet in Virgina City en in Carson City nieuwe kerken bouwen.
In 1880 werd Manogue aangesteld als hulpbisschop van Grass Valley en als titulair bisschop van Ceramus. Het jaar erop volgde zijn bisschopswijding in de kathedraal van San Francisco. In 1886 werd hij de eerste bisschop van het nieuwe bisdom Sacramento. Voor de bouw van de Kathedraal van het Heilig Sacrament kon Manogue opnieuw beroep doen op Ierse immigranten die rijk waren geworden in de mijnbouw, waaronder John Mackay.

## Legende
Manogue was door zijn imposante gestalte, hij mat 1,92 meter, en door zijn kalme maar doortastende houding een legendarische figuur. Als jonge twintiger werd hij al door de andere goudzoekers gevraagd om te bemiddelen in conflicten. Een verhaal dat over hem verteld wordt is dat hij als priester in Nevada bij een stervende vrouw werd geroepen. Na een nacht rijden op zijn paard kwam Manogue aan bij de afgelegen blokhut maar werd de toegang ontzegd door de echtgenoot van de vrouw, die hem bedreigde met een pistool. Manogue sloeg de man neer, pakte zijn pistool af en ging naar binnen om de stervende vrouw bij te staan. Daarna kwam hij naar buiten, gaf de verbaasde man zijn pistool terug en reed terug naar de stad. Een ander verhaal gaat dat hij bijna 600 kilometer te paard reed in de winter om gratie te verzoeken (en te bekomen) voor een veroordeeld man bij de gouverneur van Nevada.

## Galerij

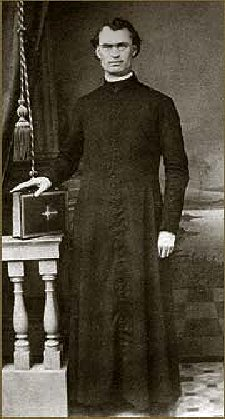
Manogue als priester in de jaren 1860
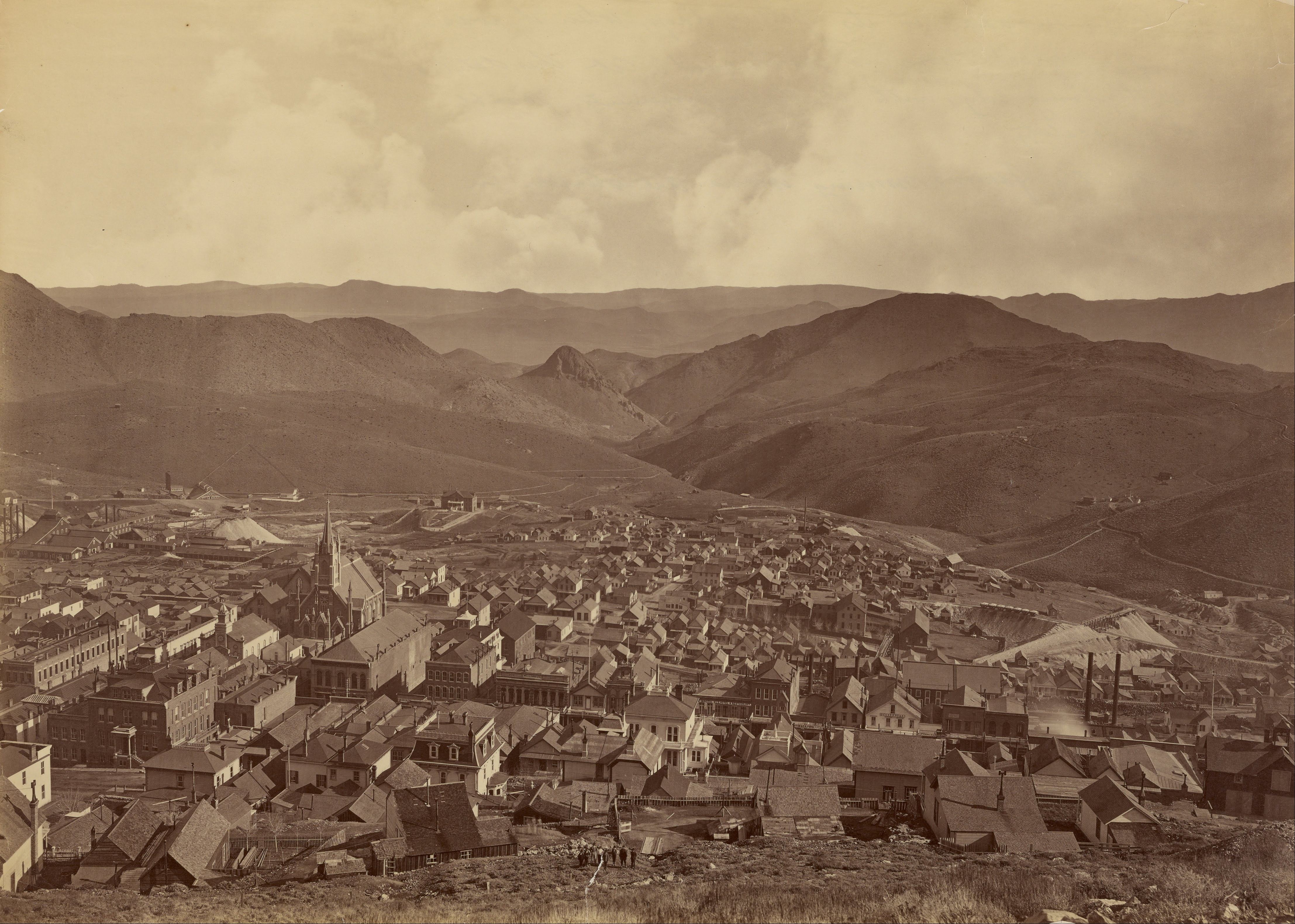
Virginia City (Nevada) in 1875. Manogue was hier gedurende 22 jaar parochiepriester.
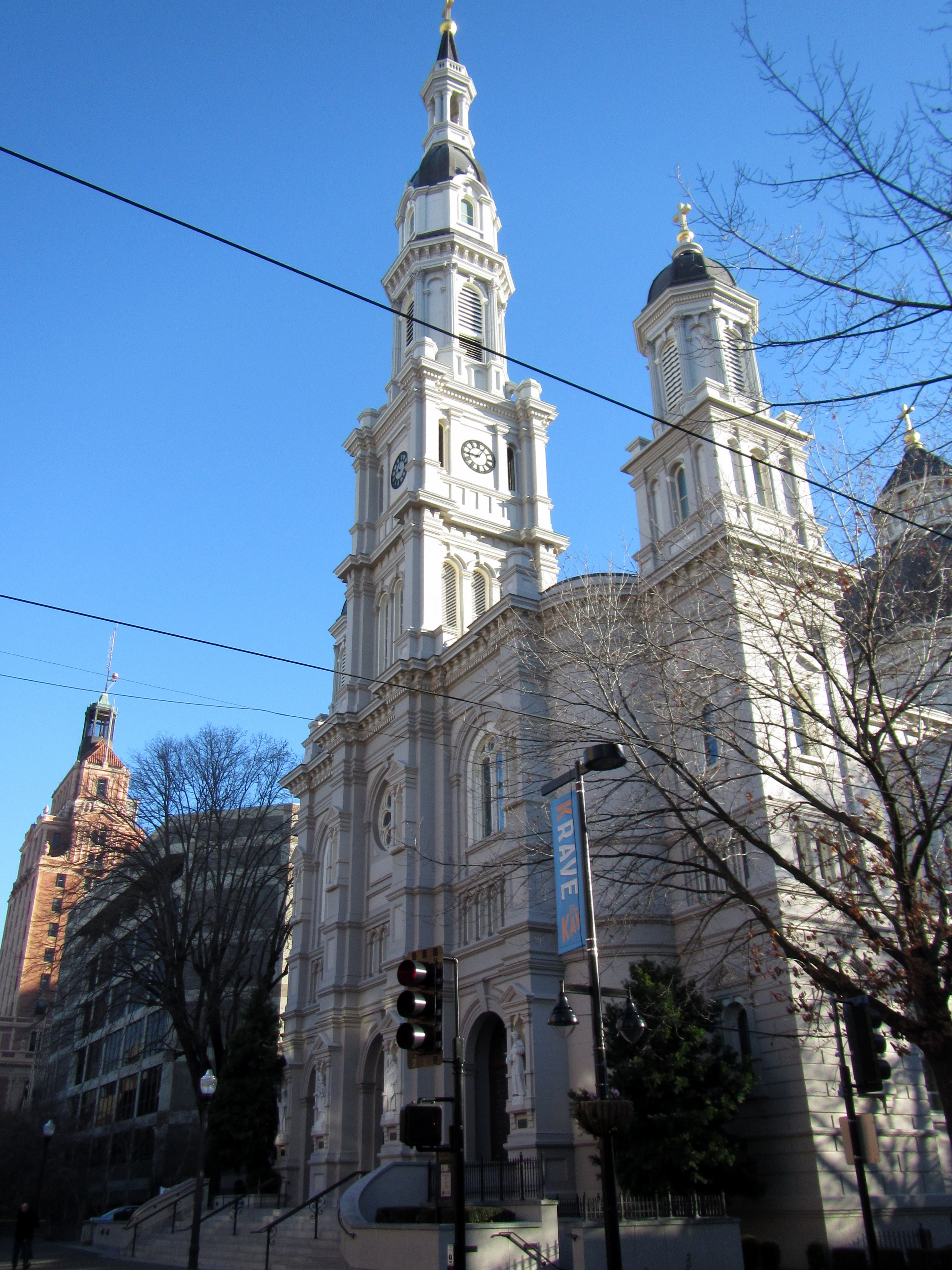
Kathedraal van het Heilig Sacrament in Sacramento